# Keeps Gettin’ Better
«Keeps Getting' Better» (с англ. — «С каждым днём всё лучше») — сингл американской певицы Кристины Агилеры со сборника хитов Keeps Gettin’ Better: A Decade of Hits, выпущенный 9 сентября 2008. Песня достигла 7 места в Billboard Hot 100, 4-го в Канаде и 2-го в Турции.

## Информация о песне
В песне Агилера задаёт себе 2 образа — «супер-девочки» (SuperGirl) и «супер-стервы» (SuperBitch).
Кристина объяснила это так: После рождения ребёнка довольно странно то, на что мы, женщины, способны. С одной стороны мы супер-женщины: даём ребенку любовь, молоко. Но с другой стороны мы Супер-стервы — занимаемся карьерой и собой одновременно. Это так удивительно.

## Видеоклип
В клипе Агилера предстаёт перед зрителем в различных образах. Поначалу мы видим Кристину-продюсера: она сидит за музыкальным пультом и просматривает различные свои образы: Кристина-мультяшка, Кристина-женщина-кошка, Кристина-воительница и прочее. Также в клипе использовано огромное количество спецэффектов, чем раньше Агилера никогда не увлекалась.

## Список композиций
CD-сингл
1. «Keeps Getting’ Better» — 3:03
2. «Keeps Getting’ Better» (Instrumental) — 3:03

Promotional single
1. «Keeps Getting’ Better» (Main Version) — 3:03
2. «Keeps Getting’ Better» (Remix) — 2:43
3. «Keeps Getting’ Better» (Call Out Hook) — 0:18

iTunes Digital single
1. «Keeps Getting’ Better» — 3:03
2. «Keeps Getting’ Better» (Tom Neville’s Worse For Wear Remix) — 7:27

iTunes Remixes single
1. «Keeps Getting’ Better» (Jody den Broeder Trip Radio) — 4:06
2. «Keeps Getting’ Better» (Jason Nevins Radio) — 3:18
3. «Keeps Getting’ Better» (Donni Hotwheel Radio) — 3:19
4. «Keeps Getting’ Better» (Jody den Broeder Super Club) — 9:35
5. «Keeps Getting’ Better» (Baggi Begovic & Soul Conspiracy Dub Mix) — 9:04
6. «Keeps Getting’ Better» (Jody den Broeder Trip Club Mix) — 8:29